# Maureen Hiron
Maureen Hiron (* 1942 als Maureen Berman; † 13. Juni 2022) war eine britische Bridge-Spielerin, Buchautorin und Spieleentwicklerin. Bekannt wurde sie vor allem als Autorin für Einführungen und Ratgeber zu dem Kartenspiel Bridge sowie von Quizfragensammlungen und als Entwicklerin verschiedener häufig einfacher Karten- und Legespiele.

## Biografie
Maureen Berman war Lehrerin und Schuldirektorin an einer Londoner Schule, bevor sie nach einem Unfall, bei der ihr ein Teil der Klimaanlage auf den Kopf fiel und sie stark verletzte, bereits im Alter von 32 Jahren pensioniert wurde. Sie war passionierte Bridge-Spielerin und nahm an diversen nationalen und internationalen Bridge-Meisterschaften teil. Bei diesen lernte sie auch den Bridge-Spieler und -Kommentatoren der Londoner Zeitung The Independent Alan Hiron (1933–1999) kennen, den sie 1983 heiratete. 1982, im Jahr vor ihrer Hochzeit, gründeten beide gemeinsam den Spieleverlag Hiron Games, um das Spiel Continuo sowie später weitere Spiele wie Cavendish und Quizwrangle herzustellen und zu vermarkten. Dabei war Maureen in der Regel die Spieleautorin, während Alan als Spieletester und -redakteur aktiv wurde. Continuo wurde nach der Markteinführung zum meistverkauften Spiel Großbritanniens, innerhalb eines Jahres wurden allein in Großbritannien mehr als 200.000 Spiele verkauft.

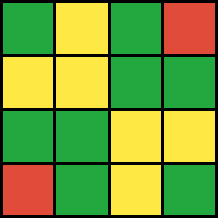
Continuo war das erste bekannte Spiel von Maureen Hiron, ein Legespiel mit einfachen Farbkarten

1984 wurden Alan und Maureen Hiron in dem Dokumentarfilm A Will to Win der BBC porträtiert. Kurz darauf wurde bei Maureen eine Krebserkrankung diagnostiziert und sie wurde in das Royal Marsden Hospital eingeliefert. Dort entwickelte sie gemeinsam mit weiteren Patienten das Spiel Chip in, das sie in ihrem Verlag produzierte und für eine Kampagne zur Einrichtung der Royal Marsden Hospital Foundation unter Schirmherrschaft von Diana, Princess of Wales nutzte, für die sie auch die britische Premierministerin Margaret Thatcher gewinnen und mit ihr das Spiel spielen konnte.
1993 traten Maureen und Alan gemeinsam bei dem europäischen Bridgeturnier European Union Senior Pairs in Portugal und errangen gemeinsam die Bronze-Medaille. Gemeinsam mit Alan schrieb sie zudem einige Einführungen zum Bridgespiel sowie mehrere Quizfragensammlungen.
Anfang der 1990er Jahre zogen die Hirons wegen des besseren Klimas in den Süden Spaniens, wo Alan Mann am 7. Juni 1999 in Málaga an den Folgen eines Guillain-Barré-Syndroms starb. Maureen übernahm die Bridge-Kolumne in The Independent sowie zusätzlich in der Zeitung Irish Independent und entwickelte weiter Spiele.
2011 lernte Maureen Hiron die Sängerin Sheyla Bonnick der Musikgruppe Boney M auf einer Kreuzfahrt in der Karibik kennen, auf der die Band spielte. Beide freundeten sich an und Bonnick organisierte ein privates Boney-M-Konzert für Maureen zu ihrem 70. Geburtstag. Maureen spielte mit ihr ein paar Lieder auf der Orgel ein, die Bonnick für den Song Look Beyond verwendete. Gemeinsam mit ihr entwickelte sie zudem das Spiel Eye Catch, erschienen 2017.

## Werke

### Bibliografie (Auswahl)
- 1983: The 11+ Bridge Book
- 1984, 1991: The Penguin Ultimate Trivia Quiz Game Book (mit Alan Hiron)
- 1985: Trivia choice
- 1987: Bridge for Beginners (mit Alan Hiron)
- 1989: Beginning Bridge
- 1994: Easy Guide to Bridge (mit Alan Hiron)
- The Puffin Trivia Quiz Book (mit David Elias)
- Beyond The Ultimate Trivia Quiz Game Book (mit David Elias, Alan Hiron)

### Ludografie (Auswahl)
- 1982: Continuo
- 1982: Double
- 1983: Quizwrangle
- 1985: Seduxion
- 1985: Triangulo Continuo
- 1986: Cavendish
- 1986: Duo
- 1987: Top that
- 1987: Croque
- 1988: Chip in
- 1991: 77
- 1992: Black Rhino
- 1996: Cambio
- 1998: Z
- 1998: Rhombo Continuo
- 1999: Stick Around
- 2001: Zippy
- 2001: Cosmic Cows
- 2002: Think Twice
- 2002: Qwitch
- 2003: Trinidad
- 2003: Chekov
- 2003: Catz, Ratz and Batz
- 2004: StrataGem
- 2004: Outfox
- 2004: Collide-O!
- 2005: Top Dogs
- 2006: Mix-Up
- 2006: Hexago Continuo
- 2006: aBRIDGEd
- 2007: Mr. Kongo
- 2008: Slap ’n Grab
- 2008: On the Double
- 2009: Wie der Blitz
- 2009: Super Circles
- 2009: 7 Ate 9 (auf Deutsch erschienen als Unter Spannung)
- 2011: Tripolo
- 2011: Grabbelen
- 2012: Grabolo
- 2012: Dino-Alarm
- 2013: Words of Art
- 2013: Triple3
- 2016: Kivi
- 2017: Eye Catch
- 2018: Brainwaves: The Wise Whale
- 2019: Hochspannung

## Auszeichnungen
Einige der Spiele von Maureen Hiron wurden ausgezeichnet:
Mensa Select Games
- 1995: Continuo
- 1995: Duo
- 1996: Qwadrangle

Deutscher Lernspielpreis
- 2019: Hochspannung

## Belege
1. ↑  Maureen Hiron, eccentric bridge player behind the top-selling game of coloured cards, Continuo – obituary. In: The Telegraph. 15. Juni 2022, ISSN 0307-1235 (englisch, telegraph.co.uk [abgerufen am 28. August 2024]).
2. 1 2  Deej Johnson: Prolific inventor Maureen Hiron on having ideas – and the daftest thing a game designer can do. mojo-nation.com, 8. November 2019.
3. 1 2 3 4 5 6  Maureen Hiron, Porträt auf ihrer Website; abgerufen am 23. Januar 2020
4. 1 2  Maureen Hiron in der Spieledatenbank BoardGameGeek (englisch); abgerufen am 23. Januar 2020
5. 1 2  Des Deery: Alan Hiron auf der Website der English Bridge Union; abgerufen am 23. Januar 2020
6. 1 2  Desmond Deery: Obituary: Alan Hiron. The Independent, 9. Juni 1999; abgerufen am 23. Januar 2020
7. ↑  Look Beyond auf der Website von Sheyla Bonnick; abgerufen am 23. Januar 2020
8. ↑  Eye Catch in der Spieledatenbank BoardGameGeek (englisch); abgerufen am 23. Januar 2020